# Annvix
Annvix este o distribuție de Linux bazată pe RPM.

## Legături externe
- Annvix la distrowatch.com